# Latch (chanson)
Pour les articles homonymes, voir LATCH.
Singles de Disclosure featuring Sam Smith
Boiling
(2012) White Noise
(2013)
Latch est le premier single issu de l'album Settle du duo britannique de musique électronique Disclosure et sorti en 2013. Il est chanté par Sam Smith.

## Liste des chansons
- Téléchargement digital[2]

1. "Latch" (featuring Sam Smith) – 4:16

- Téléchargement digital (Remixs)[3]

1. "Latch" (T. Williams Club Remix) – 4:07
2. "Latch" (Jamie Jones Remix) – 6:31

- Vinyle

1. "Latch" (featuring Sam Smith) – 4:16
2. "Latch" (T. Williams Club Edit) – 4:07

- In the Lonely Hour[4]

1. "Latch" (Acoustique) – 3:43

## Classements
| Classement (2012–14)                         | Meilleure position |
| -------------------------------------------- | ------------------ |
| Australie (ARIA)                             | 47                 |
| Australie Dance (ARIA)                       | 6                  |
| Belgique (Flandre Ultratop 50 Singles)       | 22                 |
| Belgique (Flandre Ultratop 50 Dance)         | 4                  |
| Belgique (Wallonie Ultratop 50 Singles)      | 36                 |
| Belgique (Wallonie Ultratop 50 Dance)        | 43                 |
| Canada (Hot 100)                             | 6                  |
| Canada (AC)                                  | 30                 |
| Canada (CHR/TOP40)                           | 2                  |
| Canada (Hot AC)                              | 8                  |
| Tchéquie (IFPI Rádio)                        | 91                 |
| République tchèque (Singles Digitál Top 100) | 24                 |
| Danemark (Tracklisten)                       | 13                 |
| France (SNEP)                                | 8                  |
| Irlande (IRMA)                               | 35                 |
| Italie (FIMI)                                | 29                 |
| Pays-Bas (Single Top 100)                    | 60                 |
| Nouvelle-Zélande (RMNZ)                      | 39                 |
| Écosse (OCC)                                 | 22                 |
| Slovaquie (IFPI Rádio)                       | 62                 |
| Slovaquie (Singles Digitál Top 100)          | 15                 |
| Suède (Sverigetopplistan)                    | 30                 |
| Royaume-Uni (UK Dance Chart)                 | 3                  |
| Royaume-Uni (UK Singles Chart)               | 11                 |
| États-Unis (Hot 100)                         | 7                  |
| États-Unis (Dance/Electronic Songs)          | 1                  |
| États-Unis (Adult Pop Songs)                 | 10                 |
| États-Unis (Adult Top 40)                    | 10                 |
| États-Unis (R&B/Hip-Hop Songs)               | 5                  |
| États-Unis (Rythmic)                         | 3                  |

| Année | Classement                                    | Meilleure position |
| ----- | --------------------------------------------- | ------------------ |
| 2012  | Australie Dance (ARIA)                        | 41                 |
| 2012  | Royaume-Uni (Official Charts Company)         | 101                |
| 2013  | Belgique Dance (Ultratop Flandre)             | 51                 |
| 2013  | Royaume-Uni (Official Charts Company)         | 95                 |
| 2013  | États-Unis (Dance/Electronic Songs Billboard) | 54                 |
| 2014  | Canada (Hot 100)                              | 38                 |
| 2014  | États-Unis (Hot 100)                          | 28                 |

| Pays        | Date           | Format                 | Label                                  |
| ----------- | -------------- | ---------------------- | -------------------------------------- |
| Royaume-Uni | 8 octobre 2012 | Téléchargement digital | PMR Records                            |
| États-Unis  | 4 février 2014 | Diffusion radio        | Cherrytree Records, Interscope Records |
| États-Unis  | 11 mars 2014   | Diffusion radio        | Cherrytree Records, Interscope Records |